# Adelognathus tenthredinarum
Adelognathus tenthredinarum là một loài tò vò trong họ Ichneumonidae.